# Cymindis budensis
Cymindis budensis es una especie de coleóptero de la familia Carabidae.

## Distribución geográfica
Habita en Hungría y Polonia.